# マリアンネ・ダールモ
マリアンネ・ダールモ（Marianne Dahlmo、1965年5月1日 - ）は、ノルウェー、ヌールラン県ボードー出身の元クロスカントリースキー選手。1980年代から1990年代にかけて国際大会で活躍した。

## プロフィール
1985-1986シーズンのクロスカントリースキー・ワールドカップで総合2位となり、翌シーズンの1987年ノルディックスキー世界選手権ではリレーで銀メダルを獲得、このシーズンのワールドカップ総合は3位となった。
1988年のカルガリーオリンピック代表に抜擢されるとマリット・ヴォルド、アンネ・ヤーレン、トルーデ・ディベンダールとともにリレーで銀メダルを獲得、5km9位、20km8位の成績を残した。 
1989年ノルディックスキー世界選手権では10kmクラシカル走法14位、10kmフリー走法6位、30km6位、リレー銅メダル、1991年ノルディックスキー世界選手権5km5位、1993年ノルディックスキー世界選手権5km19位、15km21位、パシュート32位。
1993-1994シーズンを最後に現役を引退した。